# Philonotis perrieri
Philonotis perrieri là một loài rêu trong họ Bartramiaceae. Loài này được Thér. mô tả khoa học đầu tiên năm 1920.